# Peru Sasia
Peru Sasia, también conocido por Pedro Manuel Sasia, nacido en Bilbao en 1961, es un profesor español de Ética Cívica y Profesional de la Universidad de Deusto y presidente de la Federación Europea de Bancos Éticos y Alternativos (Febea).

## Biografía
Es Doctor en Ciencias Químicas por la Universidad del País Vasco.
Durante 20 años trabajó en el ámbito industrial, principalmente en el área medioambiental y de la salud ocupacional. Ha publicado numerosos trabajos de investigación en el campo del tratamiento de aguas.
Autor de numerosos artículos y ponencias sobre temáticas relacionadas con la responsabilidad social de la empresa, la ética económica, la economía solidaria o la ética de las organizaciones.
Profesor e Investigador en la Universidad de Deusto, donde imparte docencia en el campus de Bilbao. Imparte clases en grados de Ingeniería, así como en el Máster en Ética para la Construcción Social y el Máster en Organización Industrial. En los grados imparte la asignatura Ética cívica y profesional (castellano e inglés) y Ética Aplicada a las organizaciones y Ética Empresarial en los Másteres. Imparte asimismo el módulo de Finanzas Éticas en el Máster en Economía Social y Solidaria de la Universidad del País Vasco.
Miembro desde mayo de 2013 del Consejo de Administración de la Cooperativa de Crédito Fiare Banca Etica,  de la que ha sido presidente. Miembro de 2013 a 2017 del Consejo Confederal de Redes de Economía Alternativa y Solidaria (Reas). Desde mayo de 2017 es el presidente de la Federación Europea de Bancos Éticos y Alternativos (Febea). 

## Publicaciones
- La empresa a contracorriente. Cuestiones de ética empresarial
- Responsabilidad Social Universitaria: manual de primeros pasos
- Banca Ética y Ciudadanía
- La perspectiva Ética